# Glass Tiger
Glass Tiger è una band rock canadese formata nel 1980, all'inizio con nome Tokyo, a Newmarket (Ontario).  Tra i loro quattro album pubblicati c'è  The Thin Red Line (1986) che ha dato luce ai due più grandi singoli, che sono: Don't Forget Me (When I'm Gone) e Someday.
I Glass Tiger hanno vinto tre Juno Award nel 1986 e altri due nel 1987. Sono stati anche nominati per un Grammy Award nel 1987.
Nel 2005, hanno pubblicato No Turning Back ed attualmente sono in tour.

## Formazione
- Alan Frew - voce
- Sam Reid - tastiera
- Al Connelly - chitarra
- Wayne Parker - basso
- Michael Hanson - batteria

## Discografia

### Album
| Anno | Album                                            |
| ---- | ------------------------------------------------ |
| 1986 | The Thin Red Line (4x Platino)-Canada (Oro)-U.S. |
| 1988 | Diamond Sun (2x Platino)-Canada                  |
| 1991 | Simple Mission (Platino)-Canada                  |
| 1993 | Air Time: The Best of Glass Tiger                |
| 2005 | No Turning Back: 1985-2005                       |
| 2006 | Glass Tiger: Live                                |

### Singoli
| Anno | Traccia                              | CAN | US | US MSR | UK | Album                  |
| ---- | ------------------------------------ | --- | -- | ------ | -- | ---------------------- |
| 1986 | "Don't Forget Me (When I'm Gone)"    | 1   | 2  | 17     | 29 | The Thin Red Line      |
| 1986 | "Thin Red Line"                      | 19  | —  | —      | —  | The Thin Red Line      |
| 1986 | "Someday"                            | 14  | 7  | —      | 66 | The Thin Red Line      |
| 1987 | "You're What I Look For"             | 11  | —  | —      | —  | The Thin Red Line      |
| 1987 | "I Will Be There"                    | 29  | 34 | 21     | —  | The Thin Red Line      |
| 1988 | "I'm Still Searching"                | 2   | 31 | 12     | —  | Diamond Sun            |
| 1988 | "Diamond Sun"                        | 5   | —  | —      | 78 | Diamond Sun            |
| 1988 | "My Song" (featuring The Chieftains) | 19  | —  | —      | —  | Diamond Sun            |
| 1989 | "(Watching) Worlds Crumble"          | 27  | —  | —      | —  | Diamond Sun            |
| 1991 | "Animal Heart"                       | 4   | —  | —      | —  | Simple Mission         |
| 1991 | "Rhythm of Your Love"                | 8   | —  | —      | —  | Simple Mission         |
| 1991 | "My Town" (featuring Rod Stewart)    | 8   | —  | —      | 33 | Simple Mission         |
| 1991 | "Rescued (By the Arms of Love)"      | 8   | —  | —      | —  | Simple Mission         |
| 1993 | "Touch of Your Hand"                 | 34  | —  | —      | —  | Air Time - The Best of |